# Tantryzm
Tantryzm – prąd religijno-filozoficzny, kultura religijna (religijna filozofia i kultura) w Indiach i w Tybecie. Tantryzm przeniknął, w czasie swojej największej popularności, do wszystkich obecnych w Indiach ruchów religijnych, w tym i do buddyzmu. Tantra to jeden z rodzajów pism tantryzmu. Tantryk to zwolennik danej tantry, a praktyki, które systematycznie wykonuje, to sadhana. Tantryczna sadhana, przedstawiona w konkretnej tantrze, powinna doprowadzić tantryka do realizacji wewnętrznej natury, osiągnięcia siddhi i wyzwolenia.

## Klasyfikacja
Najbardziej popularna klasyfikacja odmian tantryzmu wyróżnia cztery elementy:
1. tantryzm hinduistyczny:
  1. tantryzm śaktyjski
  2. tantryzm śiwaicki
  3. tantryzm wisznuicki
2. tantryzm buddyjski

Do tego wyliczenia dodać można by:
1. tantryzm dźinijski
2. tantryzm ganapatjów (przynależący do tantryzmu hinduistycznego)
3. tantryzm saurjów (przynależący do tantryzmu hinduistycznego)[7]

## Rodzaje pism objawionych tantryzmu
Zgodnie z rozwinietą typologią tantryzmu, mamy również różne nazwy na tantryczne pisma objawione:
- agama
- sanhita (rodzaj dzieł tantrycznych typowych dla tantryzmu wisznuickiego, np. Ahirbudhnjasanhita)
- tantra – rodzaj dzieł tantrycznych właściwych dla tantryzmu śaktyjskiego, dźinijskiego i buddyjskiego[9]
- jamala
- damara
- sutra
- nibandha[10] tantryzmu.

Tantra to tekst ezoteryczny, może zawierać zarówno opisy doktryny, jak i praktyk tantryzmu. Genezy tych pism upatruje się wśród niebramińskich ascetów, zamieszkujących w miejscach kremacji zwłok. Rola jaką odegrały dzieła tego typu jest bardzo znacząca. Zdaniem profesora indologii Klausa Myliusa, znaczenie tantr dla hinduizmu jest porównywalne z rolą brahman w odniesieniu do braminizmu.

## Hinduizm

### Historia
Hinduistyczne rytuały tantryczne są rozwinięciami rytuałów wedyjskich. Znaczenie ich zachowało się również współcześnie np. w kulturze świątynnej południowoindyjskich stanów Tamilnadu i Kerala. Elementy charakterystyczne dla tantryzmu zawiera prawie każda tradycja przynależąca do hinduizmu.
Gavin Flood zwraca uwagę na ubóstwienie wyznawcy w rytuałach tantryzmu jako jedną z najistotniejszych praktyk. Pozwala ono spełnić warunek aby jedynie bóg czcił boga.

### Charakterystyka
Postuluje się występowanie antynomizmu, jako cechy tantryzmu. Metafizyka z wykładni tantr niejednokrotnie łączy stanowiska monistyczne, dualistyczne i pluralistyczne ze sobą w jednym spójnym systemie. Tantryzm przejawiał egalitaryzm wobec oficjalnie obowiązującej w Indiach stratyfikacji społecznej (warna, dźati), sprzyjał łamaniu bramińskich tabu i konwencji społecznych.

## Inne opinie o tantryzmie
Praktyki religijne i wierzenia powstałe między IV a VI wiekiem n.e. w opozycji do braminizmu. Są to połączone elementy hinduizmu i buddyzmu z kultami lokalnymi. Wyznawcy tantry wierzą w duchowe wyzwolenie osiągnięte poprzez wiele sposobów: stosunek seksualny, jogę. Część indyjskich tantryków zajmuje się czarną magią.
Akcentuje się złożoność i płynność tantryzmu, w tym tantryzmu ludowego Indii.